# Castillo de Klågerup
El Castillo de Klågerup (en sueco: Klågerup slott) es una mansión en el municipio de Svedala en  Escania, Suecia.

## Historia
Klågerup fue propiedad a principios del siglo XV de Peter Spoldener. No obstante, en el siglo XVIII el edificio estaba mal conservado y en 1737 fue encargada una extensa restauración por Fredrik Trolle. El edificio principal actual fue construido por Carl Axel Trolle bajo el diseño del arquitecto Helgo Zettervall (1831-1907) en estilo Renacentista francés.